# Endiandra multiflora
Endiandra multiflora är en lagerväxtart som beskrevs av Teschn.. Endiandra multiflora ingår i släktet Endiandra och familjen lagerväxter. Inga underarter finns listade i Catalogue of Life.